# Томаєв Сослан Аліханович
Сослан Аліханович Томаєв (рос. Сослан Алиханович Томаев; нар. 13 травня 1979, Алагир, Північна Осетія) — російський борець вільного стилю осетинського походження, срібний призер чемпіонату Європи. Майстер спорту міжнародного класу з вільної боротьби.

## Життєпис
Боротьбою почав займатися з 1989 року. У 1995 році став чемпіоном світу серед кадетів. Наступного року такого ж успіху досяг на чемпіонаті світу серед юніорів.
Виступав за борцівський клуб «Асік» Владикавказ. Чемпіон Росії (2001 — до 63 кг). Срібний (1997 — до 69 кг) і бронзовий (2000 — до 63 кг) призер чемпіонатів Росії. Член збірної команди Росії з 1998 року. Тренери — Аслан Цогоєв, В'ячеслав Багаєв.

## Спортивні результати на міжнародних змаганнях

### Виступи на Чемпіонатах світу
| Змагання                        | Збірна | Вагова категорія          | Місце |
| ------------------------------- | ------ | ------------------------- | ----- |
| Чемпіонат світу з боротьби 2001 | Росія  | вільна боротьба, до 63 кг | 27    |

### Виступи на Чемпіонатах Європи
| Змагання                         | Збірна | Вагова категорія          | Місце  |
| -------------------------------- | ------ | ------------------------- | ------ |
| Чемпіонат Європи з боротьби 2001 | Росія  | вільна боротьба, до 63 кг | Срібло |

### Виступи на інших змаганнях
| Змагання                                | Збірна | Вагова категорія          | Місце  |
| --------------------------------------- | ------ | ------------------------- | ------ |
| Чемпіонат Росії з вільної боротьби 1997 | Росія  | вільна боротьба, до 69 кг | Срібло |
| Чемпіонат Росії з вільної боротьби 1999 | Росія  | вільна боротьба, до 63 кг | Бронза |
| Чемпіонат Росії з вільної боротьби 2000 | Росія  | вільна боротьба, до 63 кг | Золото |
| Гран-прі Німеччини з боротьби 2001      | Росія  | вільна боротьба, до 69 кг | Золото |

### Виступи на змаганнях молодших вікових груп
| Змагання                                      | Збірна | Вагова категорія          | Місце  |
| --------------------------------------------- | ------ | ------------------------- | ------ |
| Чемпіонат світу з боротьби серед кадетів 1995 | Росія  | вільна боротьба, до 60 кг | Золото |
| Чемпіонат світу з боротьби серед юніорів 1996 | Росія  | вільна боротьба, до 63 кг | Золото |